# Почётный гражданин Челябинской области
Почётный гражданин Челябинской области — высшая форма поощрения — почётное звание Челябинской области. Утверждён законом  Челябинской области от 25 декабря 2003 г. N 214-ЗО "О наградах Челябинской области."

## Основания награждения
Почётное звание «Почётный гражданин Челябинской области» присваивается за выдающиеся заслуги в социально-экономическом развитии Челябинской области, повышение авторитета Южного Урала в Российской Федерации, на основании Закона Челябинской области «О наградах Челябинской области».

## Знак
- Гражданин награждается нагрудным знаком Почётный гражданин Челябинской области[3].

## Почётные граждане
| п/п | Фамилия, имя, отчество                | Место работы, занимаемая должность | Дата награждения, № постановления Губернатора |
| 1.  | Алексеева Римма Сергеевна (умерла)    | ветеран труда | 26.12.2008 № 413                              |
| 2.  | Боос Виктор Яковлевич (умер)          | генеральный директор закрытого акционерного общества «Челябинский завод металлоконструкций» | 17.01.2007 № 10                               |
| 3.  | Братишкин Михаил Иванович             | генеральный директор акционерного коммерческого банка «ЧЕЛИНДБАНК» (открытого акционерного общества) | 18.01.2010 № 8                                |
| 4.  | Бондаренко Валерий Вячеславович       | генеральный директор Промышленной группы КОНАР | 30.08.2017 № 178                              |
| 5.  | Войтович Александр Петрович           | Прокурор Челябинской области (в наст время прокурор Брянской области) | 30.03.2015 №82                                |
| 6.  | Воробьёв Иван Павлович                | начальник ЮУЖД в 1984-1999гг. | 13.01.2004 № 6                                |
| 7.  | Воропаев Михаил Гаврилович (умер)     | ветеран труда | 26.12.2008 № 413                              |
| 8.  | Вяткин Герман Платонович              | президент государственного образовательного учреждения высшего профессионального образования «Южно-Уральский государственный университет» | 26.12.2008 № 413                              |
| 9.  | Вяткин Фёдор Михайлович               | председатель Челябинского областного суда | 26.12.2008 № 413                              |
| 10. | Давыдов Виктор Фёдорович (умер)       | председатель Законодательного Собрания Челябинской области | 23.06.2005 № 288                              |
| 11. | Дегтярь Владимир Григорьевич          | генеральный директор - генеральный конструктор ОАО "Государственный ракетный центр имени В.П.Макеева" | 23.12.2010 №433                               |
| 12. | Дегтярёв Фёдор Лукич                  | президент Южно-Уральской торгово-промышленной палаты | 14.11.2016 № 297                              |
| 13. | Дедов Александр Гаврилович (умер)     | старший вальцовщик стана горячей прокатки прокатного цеха № 2 открытого акционерного общества «Челябинский металлургический комбинат» | 17.01.2007 № 10                               |
| 14. | Изюмов Василий Дмитриевич             | генеральный директор ПАО «Агрегат» | 03.08.2018 № 172                              |
| 15. | Каплан Абрам Львович                  | методист центра противопожарной пропаганды и общественных связей федерального казённого учреждения «Центр управления в кризисных ситуациях Главного управления МЧС России по Челябинской области»                                                   | 30.08.2017 № 177                              |
| 16. | Комаров Андрей Ильич                  | советник Председателя Совета директоров филиала Публичного акционерного общества «Челябинский трубопрокатный завод» | 10.05.2017 №102                               |
| 17. | Крашенинников Павел Владимирович      | Депутат Государственной Думы Федерального Собрания Российской Федерации шестого созыва, председатель Комитета Государственной Думы по гражданскому, уголовному, арбитражному и процессуальному законодательству                                     | 17.06.2014 № 415                              |
| 18. | Кривопуск Василий Андреевич           | ветеран труда | 18.01.2010 № 8                                |
| 19. | Куракин Евгений Фёдорович (умер)      | председатель городского Совета ветеранов, председатель областной комиссии по помилованию при Президенте РФ | 13.01.2004 № 6                                |
| 20. | Литвинов Борис Васильевич (умер)      | академик, заместитель научного руководителя Российского Федерального ядерного центра Всероссийского научно-исследовательского института технической физики                                                                                          | 13.01.2004 № 6                                |
| 21. | Макеев Анатолий Иванович              | заместитель Председателя областного Совета Челябинского областного социально—правового движения «За возрождение Урала | 2I.I2.20I6 г. № 345                           |
| 22. | Митяев Олег Григорьевич               | народный артист Российской Федерации | 10.02.2021 № 28                               |
| 23. | Мурашкин Борис Михайлович (скончался) | начальник отдела научно- теоретического отделения федерального государственного унитарного предприятия «Российский федеральный ядерный центр - Всероссийский научно-исследовательский институт технической физики имени академика Е.И. Забабахина». | 11.12.2012 №358                               |
| 24. | Мякуш Владимир Викторович             | председатель Законодательного Собрания Челябинской области. | 12.10.2010 № 305                              |
| 25. | Неклюдов Александр Васильевич         | глава Пластовского района Челябинской области | 16.05.2016 № 139                              |
| 26. | Петров Борис Николаевич               | артист государственного учреждения культуры «Челябинский государственный академический театр драмы имени Наума Орлова» | 26.12.2008 № 413                              |
| 27. | Рашников Виктор Филиппович            | генеральный директор ОАО «ММК» | 13.01.2004 № 6                                |
| 28. | Романов Валентин Фёдорович            | ректор Магнитогорского государственного университета | 13.01.2004 № 6                                |
| 29. | Рыкованов Георгий Николаевич          | научный руководитель Федерального государственного унитарного предприятия «Российский Федеральный Ядерный Центр - Всероссийский научно-исследовательский институт технической физики имени академика Е.И. Забабахина».                              | 05.03.2018 № 49                               |
| 30. | Скобликова (Полозкова) Лидия Павловна | заслуженный мастер спорта, шестикратный чемпион Олимпийских игр | 13.01.2004 № 6                                |
| 31. | Сорокун Валерий Иванович              | главный врач общества с ограниченной ответственностью «Санаторий «Кисегач» | 16.12.2011 №447                               |
| 32. | Струков Константин Иванович           | президент общества с ограниченной ответственностью «Управляющая Компания ЮГК». | 06.09.2018 № 194                              |
| 33. | Сумин Пётр Иванович (умер)            | бывший Губернатор Челябинской области | 23.04.2010 № 10                               |
| 34. | Сурков Анатолий Петрович              | Председатель Челябинского регионального отделения Всероссийской общественной организации ветеранов (пенсионеров) войны, труда Вооружённых Сил и правоохранительных органов                                                                          | 17.06.2014 № 415                              |
| 35. | Фёдоров Александр Анатольевич         | председатель Совета директоров публичного акционерного общества с ограниченной ответственностью «Челябинский трубопрокатный завод» | 2I.I2.20I6 № 344                              |
| 36. | Цукерман Владимир Самуилович          | профессор кафедры культурологии и социологии Федерального государственного бюджетного образовательного учреждения высшего образования «Челябинский государственный институт культуры»                                                               | 20.07.2016 № 194                              |
| 37. | Шундеев Иван Никандрович (умер)       | директор ЗАО «Сельскохозяйственное племенное предприятие «Коелгинское» | 13.01.2004 № 6                                |
| 38. | Буяков Николай Николаевич             | председатель Федерации профсоюзов Челябинской области в 2004-2019 гг. | 2019                                          |
| 39. | Митяев, Олег Григорьевич              | Народный артист РФ | 10 февраля 2021 года №28                      |

## Смотрите так же
Знак отличия «За заслуги перед Челябинской областью»